# Cercle artistique (Moscou)
Le Cercle artistique est une organisation des artistes de Moscou de 1865 à 1883. Ce cercle a été créé pour aider à la coopération artistique de ses membres, pour aider matériellement aussi de jeunes artistes et d'autres travailleurs du monde de l'art. Ce cercle est connu comme étant la première organisation à avoir réussi à créer un théâtre public privé à Moscou.

## Organisation
Les membres du cercle sont divisés en trois catégories :
- membres d'honneur parmi lesquels on retrouve des célébrités telles que Alexandre Ostrovski, Ivan Tourgueniev, Mikhaïl Saltykov-Chtchedrine ;
- membres titulaires ;
- membres amateurs.

Le cercle était dirigé par des "aînés", élus par les membres.

## Histoire
Le cercle a été formé à l'initiative d'un groupe d'écrivains et d'artistes parmi lesquels Alexandre Ostrovski, Nikolaï Rubinstein, Vladimir Odoïevski. Il s'est ouvert le 14 novembre 1865.
Les activités du cercle comprenaient la lecture d'œuvres littéraires, l'exécution d'œuvres musicales, des discussions, des conférences et des expositions. Ostrovski y a lu ses travaux, de même que Alexeï Pissemski, Ivan Gorbounov (ru). Ont exécuté leurs propres compositions Rubinstein et Piotr Tchaïkovski.
Le cercle a cessé d'exister en raison de problèmes financiers en 1883.

## Théâtre
Un rôle important a été joué dans la vie du cercle par l'activité théâtrale que dirigeait Nikolaï Wilde (ru). En raison du monopole qui existait alors en faveur des Théâtres impériaux de l'Empire, les représentations privées étaient interdites à Moscou et Saint-Pétersbourg, et les spectacles étaient appelés initialement soirée dramatique et familiale. Toutefois, dès l'automne 1867, le cercle obtint des autorisations pour la production de spectacles, au début réservés aux membres du club, puis l'année suivante au public ; ce théâtre fut le premier théâtre privé de Moscou. La troupe était composée d'acteurs amateurs et professionnels (elle comprenait Prov Sadovski, Sergueï Choumski, Nadejda Nikoulina, Polina Strepetova). Le cercle a été associé à la formation du talent d'Olga Sadovskaïa et Mikhaïl Sadovski.
À partir de 1869, des spectacles (principalement des œuvres de dramaturges russes, en particulier Ostrovski) ont été joués au Théâtre Chelapoutiniski.
À partir de 1879, le cercle a organisé des cours pour les acteurs, dont les professeurs étaient notamment Piotr Boborykine et Aleksandr Vesselovsky.